# 施大偉
施大偉（英語：David Bruce Shear，1954年—），美國外交官，歷任美國國防部亞太安全助理部長、美國駐越南大使及國務院中國蒙古處長等職。
施大偉畢業自厄爾漢學院，獲得約翰·霍普金斯大學高級國際研究學院碩士學位，亦曾就讀早稻田大學、國立臺灣大學和南京大學，通曉中文及日語，並擁有劍道黑帶段位。
1982年加入國務院後，在駐札幌總領事館、駐華大使館、駐日大使館服務，國務院華盛頓本部勤務則包括日本事務處、中國事務處、韓國事務處和政務次卿特別助理等職，2005年至2008年間出任駐馬來西亞大使館副館長，2008年至2009年間擔任中國兼蒙古事務處長，2009年至2011年間則擔任東亞太平洋局中國、蒙古、香港、台灣事務副助卿。2011年，施大偉獲任命為駐越南大使，至2014年卸任，同年結束其在國務院服務32年的生涯，轉任國防部亞太安全助理部長。

## 荣誉

### 外国勋章奖章
- 旭日中绶章（日本，2022年11月3日公布[6]）